# Vânătoarea de capete
Vânătoarea de capete (titlul original Counting Heads) este un roman science fiction de David Marusek, publicat pentru prima dată în 2005 de editura americană Tor Books.
În românește a apărut la editura Tritonic. Versiunea românească a fost comandată de editură încă din 2006 lui Mihai Samoilă, dar proiectul a fost abandonat la jumătate datorită apariției unui alt proiect al editurii, mai urgent. În final, traducerea a fost reluată în 2008 de Cristina și  Ștefan Ghidoveanu și, în sfârșit, publicată.

## Prezentare
Vânătoarea de capete este o dezvoltare a povestirii  We Were Out of Our Minds with Joy din 1995 a aceluiași autor. Acțiunea povestirii, desfășurată în 2092-4, ocupă prima dintre cele trei părți ale romanului. Celelalte două părți se petrec 40 de ani mai târziu, în 2134. Este povestea unei omeniri supra-saturate. În această lume individualitatea a devenit un concept învechit, iar familia este o noțiune fluidă. Într-o lume atât de aglomerată ca aceea descrisă de Marusek, instituțiile sunt supradimensionate și funcționează după principii ce nouă ni s-ar părea ciudate. Ni se prezintă o organizare socială ce reînvie sistemul de caste și în care sunt incluse și clonele umane. Deși acțiunea este, în principiu, cea a unui roman polițist, tonul satiric și umorul negru, dar și analiza profundă a sufletului uman fac din acest roman o operă de un realism convingător.
Povestirea din Vânătoarea de capete continuă în al doilea roman publicat de David Marusek în 2009, Mind Over Ship.